# گاراناس
گاراناس (به آلمانی: Garanas) یک منطقهٔ مسکونی در اتریش است که در دویچلندسبرگ واقع شده‌است. گاراناس ۵۹٫۹ کیلومتر مربع مساحت دارد ۹۰۰ متر بالاتر از سطح دریا واقع شده‌است.